# Epidendrum sphenostele
Epidendrum sphenostele är en orkidéart som beskrevs av Eric Hágsater och E.Santiago. Epidendrum sphenostele ingår i släktet Epidendrum och familjen orkidéer.
Artens utbredningsområde är Panamá. Inga underarter finns listade i Catalogue of Life.